# 2021年基特加监狱火灾
2021年12月7日中非时间凌晨4点左右，位于布隆迪共和国基特加省基特加市的一所人满为患的监狱发生火灾。火灾至少造成38人死亡，另有超过69人受伤。